# الویس آبروسکاتو
الویس آبروسکاتو (ایتالیایی: Elvis Abbruscato؛ زادهٔ ۱۴ آوریل ۱۹۸۱) بازیکن فوتبال اهل ایتالیا است.

## باشگاهی
از باشگاه‌هایی که در آن بازی کرده‌است می‌توان به باشگاه فوتبال هلاس ورونا، باشگاه فوتبال رجینا، باشگاه فوتبال آسکولی، باشگاه فوتبال تورینو، باشگاه فوتبال لچه، باشگاه فوتبال کیه‌وو ورونا، باشگاه فوتبال کرمونزه، باشگاه فوتبال تریستیانا، باشگاه فوتبال رجانا، باشگاه فوتبال دلفینو پسکارا، باشگاه فوتبال لیورنو، باشگاه فوتبال ویچنزا، و باشگاه فوتبال اتلتیکو آرتزو اشاره کرد.

## تیم ملی
وی همچنین در تیم ملی فوتبال زیر ۲۰ سال ایتالیا بازی کرده‌است.